# Vue de Marseille : Joute et fête sur l'eau
La Vue de Marseille : Joute et fête sur l’eau est un tableau de Charles Eschard, peint en 1791 et exposé au Salon de la même année, no 50.

## Description du tableau
C’est une huile sur toile de 82,5 par 120,5 cm. L'œuvre est réapparue en 1852, lors d’une vente aux enchères, sous une attribution à Joseph Vernet, elle fut conservée à New York au Metropolitan Museum of Art, puis fut vendue par ce musée ; il fallut attendre l’année 1999 pour que ce tableau retrouve sa véritable identité.

## Historique
- Vente C. Corridi, Londres, Christie’s, 27 novembre 1852, no 44, comme de Joseph Vernet : A fête at Marseille, with numerous figures.
- Collection Patrick Anderson.
- Collection du Metropolitan Museum of Art de 1955 à 1990.
- Vente aux enchères à Lille, Maîtres Mercier et Cie, 24 octobre 1999, no 242 comme de Charles Eschard, adjugé 1 380 000 Francs.

## Expositions
- Salon de 1791, no 50.
- Musée de Dayton, 1951.
- New York, Metropolitan museum of Art, The Eighteenth Century Woman, page 53, 1981-1982.
- New York, Galerie Stair Sainty Matthiesen, Eighty Years of French Painting from Louis XVII to the Second Republic, no 7, 1991.